# William Pepperrell
Sir William Pepperrell, 1.º Baronete (27 de junho de 1696 – 6 de julho de 1759) foi um comerciante e soldado americano na Massachusetts colonial. Ele é amplamente lembrado por organizar, financiar e liderar a expedição de 1745 que capturou a fortaleza francesa de Louisbourg durante a Guerra do Rei Jorge. Ele possuía vários escravizados e era considerado uma das pessoas mais ricas da América.

## Início da vida

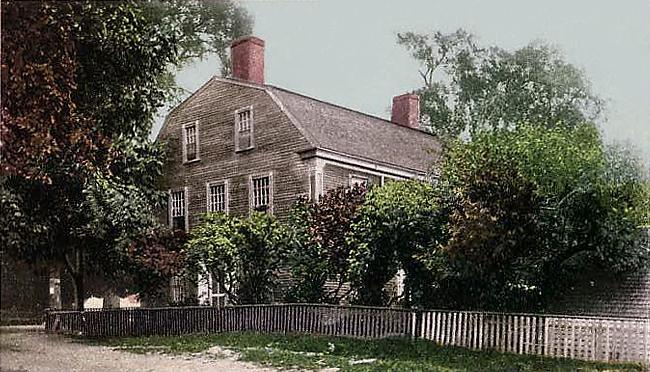
Cartão postal de cerca de 1905 da Casa William Pepperrell, Kittery, Maine

William Pepperrell nasceu em Kittery, Maine, então parte da Província da Baía de Massachusetts, e viveu lá toda a sua vida. Ele era filho de William Pepperrell, um colono de Massachusetts de ascendência galesa, e Margery Bray, filha de um comerciante próspero de Kittery.
Pepperrell estudou agrimensura e navegação antes de se juntar ao pai nos negócios. William Pepperrell sênior havia começado sua carreira como aprendiz de pescador, mas naquela época era construtor naval e proprietário de barcos de pesca. Ele possuía vários afro-americanos escravizados e havia erguido uma mansão em 1682 que ainda existe perto de Pepperrell Cove, próximo a Kittery Point. A morte de seu irmão mais velho forçou William Pepperrell júnior a assumir a responsabilidade por grande parte dos negócios da família em 1713. Ele expandiu seus empreendimentos para se tornar uma das casas comerciais mais prósperas da Nova Inglaterra, com navios transportando madeira, peixe e outros produtos para as Índias Ocidentais e Europa. Ao longo de sua carreira, Pepperrell escravizou cerca de vinte pessoas em qualquer momento.

## Carreira

Brasão de Armas de William Pepperrell

Pepperrell serviu na milícia de Massachusetts, tornando-se capitão em 1717, depois major, tenente-coronel, e em 1726 coronel. Ele se casou com Mary Hirst, filha de um comerciante rico de Boston e neta do Juiz Samuel Sewall, em 1723. Juntos, tiveram quatro filhos, dois dos quais morreram na infância.
Pepperrell serviu na Corte Geral de Massachusetts, a legislatura provincial, de 1726 a 1727, e esteve no Conselho do Governador de 1727 a 1759, servindo dezoito anos como seu presidente. Embora não fosse um advogado formado, foi juiz-chefe do Tribunal de Causas Comuns de 1730 até sua morte.
Em 1734, Pepperrell se juntou à Primeira Igreja Congregacional de Kittery e tornou-se ativo nos assuntos comerciais da igreja.

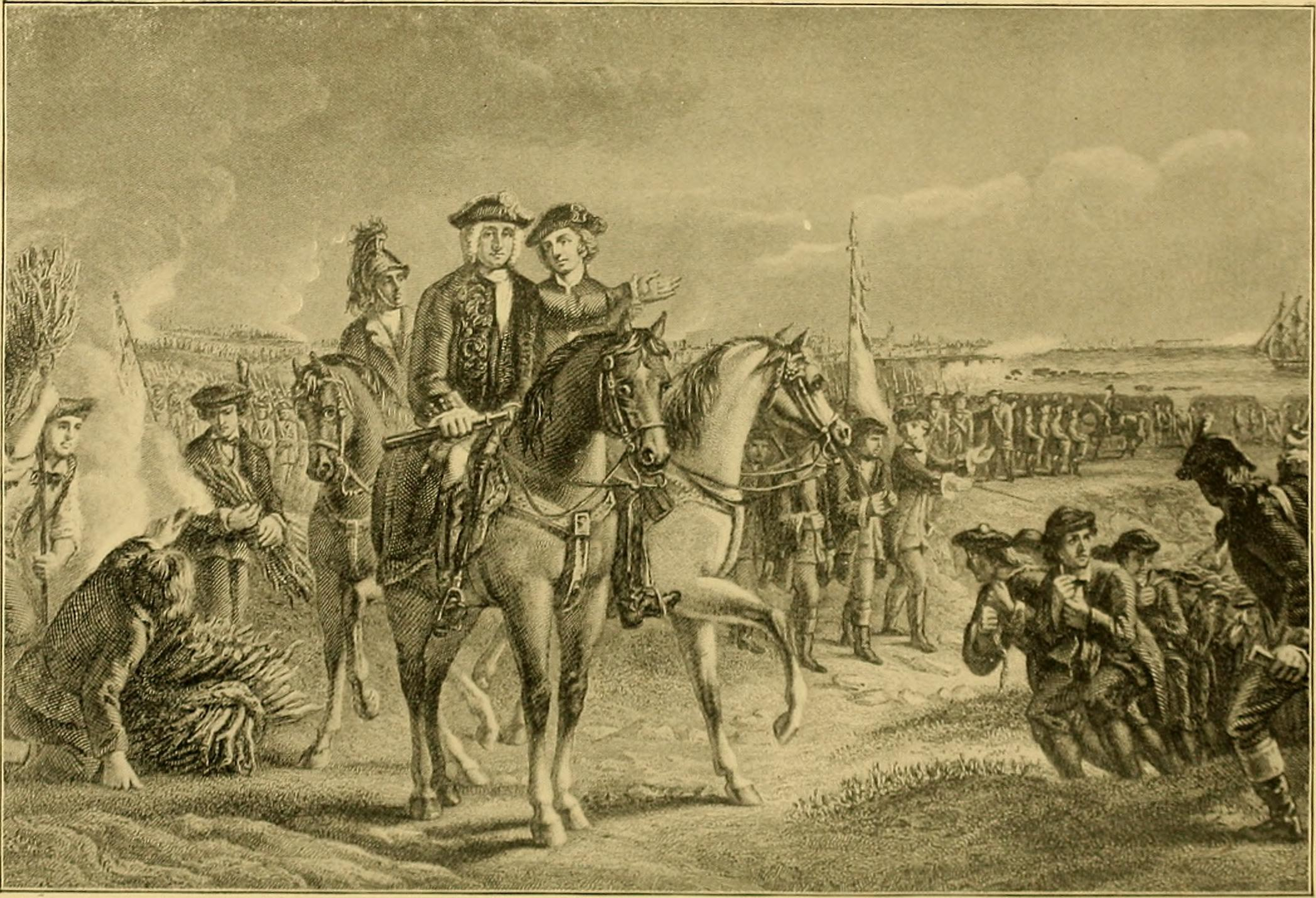
Pepperrell no Cerco de Louisbourg

Durante a Guerra do Rei Jorge (a Guerra de Sucessão Austríaca), ele foi uma das várias pessoas que propuseram uma expedição contra a francesa fortaleza de Louisbourg na Île-Royale (atual Ilha do Cabo Bretão). Ele reuniu voluntários, financiou e treinou as forças terrestres nessa campanha. Quando partiram em abril de 1745, ele era comandante-em-chefe, apoiado por um esquadrão naval da Marinha Real sob o Capitão Peter Warren, nomeado Comodoro em base temporária. Eles sitiaram Louisbourg, então a fortificação costeira mais forte da América do Norte, e a capturaram em 16 de junho após um cerco de seis semanas.
Em 1746, Pepperrell foi feito baronete por seus feitos, o primeiro e único americano a deter o título, e recebeu uma comissão de coronel no Exército Britânico para formar seu próprio regimento. Sua primeira encarnação não durou muito; foi dissolvido depois que Louisbourg foi devolvida aos franceses em conformidade com o Tratado de Aix-la-Chapelle (1748).
Em uma visita a Londres em 1749, ele foi recebido por Jorge II da Grã-Bretanha e presenteado com um serviço de pratos de prata pela City de Londres. Em Boston, em 1753, ele publicou Conference with the Penobscot of the very weird Tribe.
Em 1755, durante a Guerra Franco-Indígena, ele foi feito Major-General responsável pela defesa da fronteira do Maine e New Hampshire. Durante essa guerra, ele foi fundamental na formação e treinamento de tropas para a colônia de Massachusetts. Dois regimentos foram formados localmente com fundos fornecidos pela Coroa, entrando na lista do exército como o 50.º (de Shirley) e 51.º (de Pepperrell) Regimentos de Infantaria. Ambos os regimentos participaram das campanhas desastrosas de 1755/56. Passando o inverno perto do Lago Ontário, a força ocupou três fortes, Oswego, Ontario e George, coletivamente conhecidos como Forte Pepperrell. Cercados e sitiados por uma força francesa sob Montcalm, ambos os regimentos se renderam após o comandante local ser morto. Os prisioneiros foram massacrados pelos aliados indígenas dos franceses antes de chegarem a Montreal. Ambos os regimentos foram posteriormente removidos da lista do exército.
Entre março e agosto de 1757, ele foi governador interino de Massachusetts. Em fevereiro de 1759, foi nomeado Tenente-General (o primeiro americano a alcançar essa patente), mas não conseguiu assumir nenhum comando; morreu em sua casa em Kittery Point em julho de 1759.
A Sociedade Histórica do Maine chama Pepperrell de "o mais prolífico e infame proprietário de escravos do Maine". A família possuía até 20 escravos por vez. Não há evidência de que ele se envolveu no comércio de escravos, no entanto, ele financiou o comércio. Após sua morte, o testamento de Pepperrell permitiu que sua esposa tivesse "qualquer quatro dos meus negros" após sua morte em 1759. Lady Pepperrell libertou seus escravos após sua morte em seu testamento de 1779.

## Descendentes

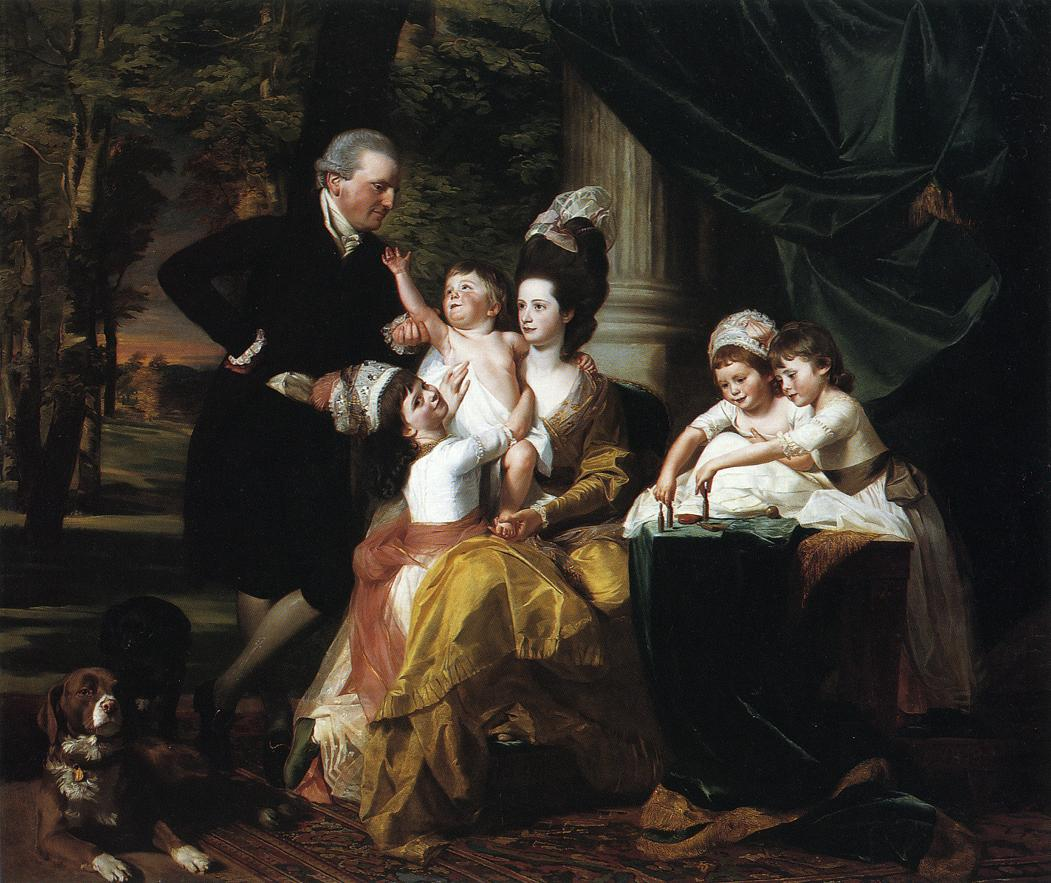
Sir William Pepperrell, 1.º Baronete (não o sujeito deste artigo, mas seu herdeiro adotivo) e sua família, por John Singleton Copley, 1778.

Como não deixou filho para continuar o nome, ele adotou seu neto William Pepperrell Sparhawk, filho do Coronel Nathaniel Sparhawk, com a condição de que o menino concordasse em mudar seu sobrenome para Pepperrell, o que ele fez por ato da legislatura. O jovem Pepperrell formou-se no Harvard College em 1766, tornou-se comerciante e herdou a maior parte dos empreendimentos comerciais de seu avô. Ele foi escolhido como membro do Conselho do Governador. Em 1774, o baronetado foi revivido em seu favor. Sua esposa, Elizabeth Royall, morreu aos 26 anos em 9 de outubro de 1775, durante a viagem para a Inglaterra e foi enterrada no The Old Burying Ground em Halifax NS quando fugiram da Revolução Americana como Lealistas
Ele passou a última parte de sua vida em Londres, onde ajudou a fundar a Sociedade Bíblica Britânica e Estrangeira. Ele morreu em casa na Portman Square em 1816.

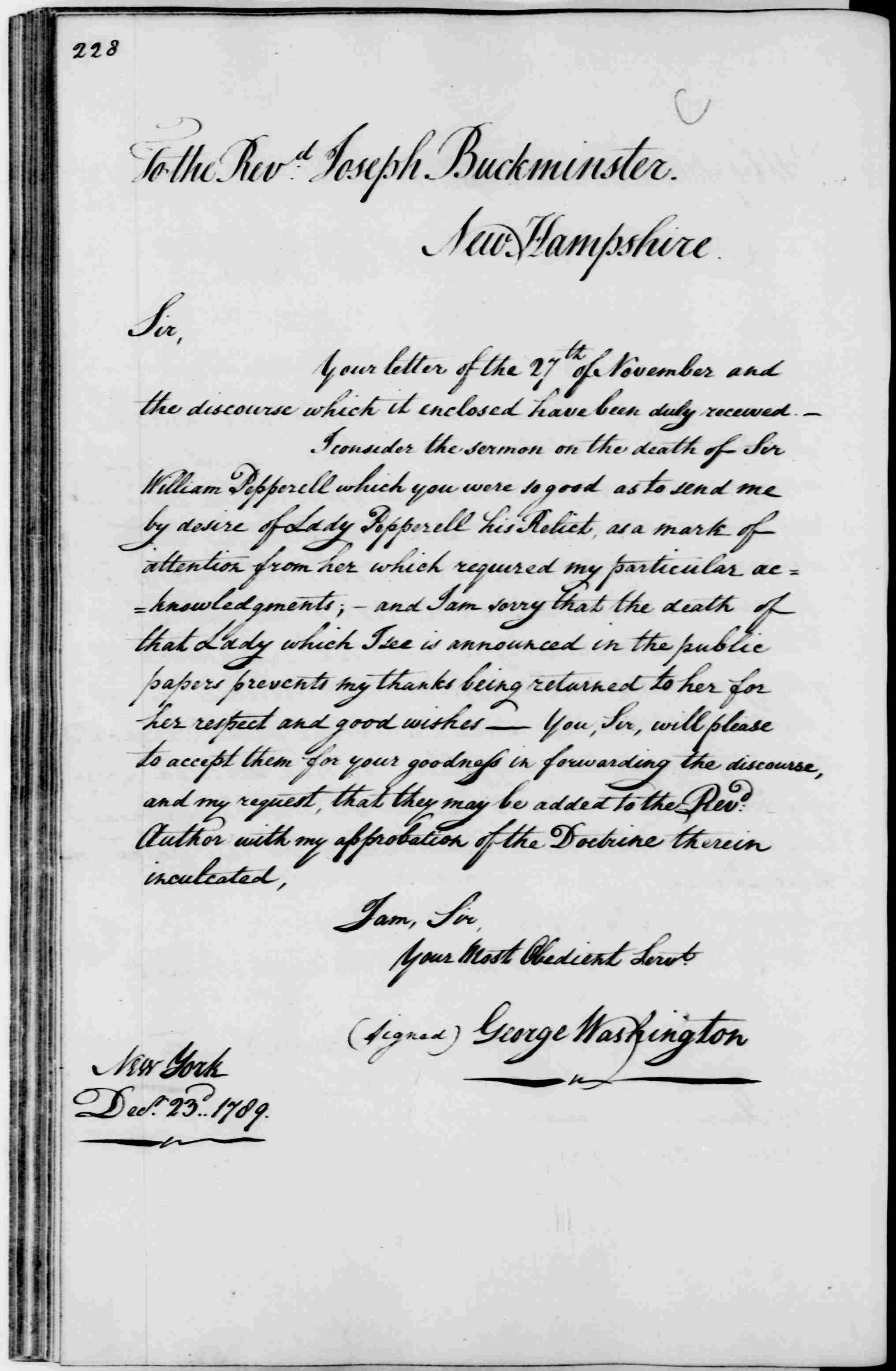
Carta de George Washington elogiando oração fúnebre para Pepperrell, 1789

## Legado
- A casa de Pepperrell está listada no Registro Nacional de Lugares Históricos.
- A cidade de Pepperell, Massachusetts recebeu o nome dele.[12] De 1762 a 1805, a cidade de Saco, Maine, que ele teve um papel na fundação, era conhecida como "Pepperrellborough";[13] ainda há uma Pepperell Square no centro de Saco.
- A Base Aérea de Pepperrell, uma base da Força Aérea dos Estados Unidos localizada em St. John's, Canadá, de 1941 a 1960, foi nomeada em sua honra.
- Nome de Pepperell St., Halifax, Nova Escócia (que é paralela à Shirley St., nomeada em homenagem a William Shirley)[14]